# The Struts
I The Struts sono un gruppo rock britannico fondato nel 2009 su iniziativa del cantante Luke Spiller e del chitarrista Adam Slack. Unitisi Jed Elliott al basso e Gethin Davies alla batteria tre anni dopo, il quartetto si ritaglia presto un'eccezionale reputazione sul palcoscenico, arrivando ad aprire il concerto dei Rolling Stones allo Stade de France il 13 giugno 2014. Il loro primo album, distribuito dalla Universal Music il 28 luglio 2014, s'intitola Everybody Wants.

## Storia del gruppo
Nel 2009, Luke Spiller, stanco di frequentare l'università, lascia la sua città natale Bristol e si reca a Derby per comporre musica con il chitarrista Adam Slack. I due scrivono canzoni per un anno, prima di sentirsi definitivamente pronti per salire su un palcoscenico. Su consiglio del loro manager, che aveva notato il particolare stile e la fierezza di Spiller durante le prove, si danno il nome di The Struts (to strut significa pavoneggiarsi). Nel 2011 aprono i concerti del gruppo pop-punk McFly durante il tour Above the Noise nel Regno Unito. Ad inizio 2012 si uniscono alla band il bassista Jed Elliott e il batterista Gethin Davies e nel giugno dello stesso anno esce il loro primo singolo I Just Know, promosso subito a "canzone della settimana" dalla radio rock britannica XFM e utilizzato dalla catena di abbigliamento Primark per una campagna pubblicitaria su una marca di jeans.
Dopo un periodo passato a Granada per registrare il loro primo album, gli Struts si mettono a calcare i palchi di Inghilterra e Francia, facendosi notare per la loro energia, la loro musica travolgente e il look glam e carismatico del leader Luke Spiller. Nel 2014 aprono il concerto dei Rolling Stones a Parigi, suonando davanti a 80.000 persone.
Nel 2014 tutto si velocizza: il 7 aprile vede la luce l'EP Kiss This, mentre il 28 luglio è la volta del primo album Everybody Wants. Per la tournée che ne seguirà, Luke Spiller si fa abbigliare da Zandra Rhodes, celebre stilista nota soprattutto per aver concepito gli abiti indossati da Freddie Mercury (con il quale, tra l'altro, Spiller presenta notevoli somiglianze fisiche) nei concerti dei Queen. Nello stesso anno Spiller presta la voce al brano Nuclear, scritto da Mike Oldfield e scelto da Hideo Kojima per il trailer del videogioco Metal Gear Solid V: The Phantom Pain.
Nel 2022 la band firma un contratto discografico con l'etichetta indipendente Big Machine Label Group, in vista della pubblicazione del proprio quarto disco in studio.

## Stile e influenze
Il loro stile unisce glam rock, indie rock e alternative rock. Nell'album Everybody Wants si possono notare influenze di gruppi quali Rolling Stones, Queen, Aerosmith, The Darkness, Oasis, Kinks, Slade, Supergrass, The Killers, Vaccines e Temples.

## Formazione
- Luke Spiller – voce, pianoforte
- Adam Slack – chitarra
- Jed Elliot – basso
- Gethin Davies – batteria

## Discografia

### Album in studio
- 2014 – Everybody Wants
- 2018 – Young & Dangerous
- 2020 – Strange Days
- 2023 –  Pretty Vicious

### Singoli
- 2012 – I Just Know
- 2013 – Could Have Been Me
- 2014 – Kiss This
- 2014 – Put Your Money On Me
- 2017 – One Night Only
- 2018 – Body Talks
- 2019 – Dancing In The Streets
- 2020 – Another Hit of Showmanship
- 2020 – Strange Days
- 2020 - I Hate How Much I Want You
- 2023 - Too Good at Raising Hell

### EP
- 2014 – Kiss This EP

### Partecipazioni in raccolte

#### Colonne sonore
- 2016 – Office Christmas Party (con artisti vari)

#### Raccolte
- 2015 – Power Hits 2015 (con artisti vari)